# Hyacinthe de La Pegna

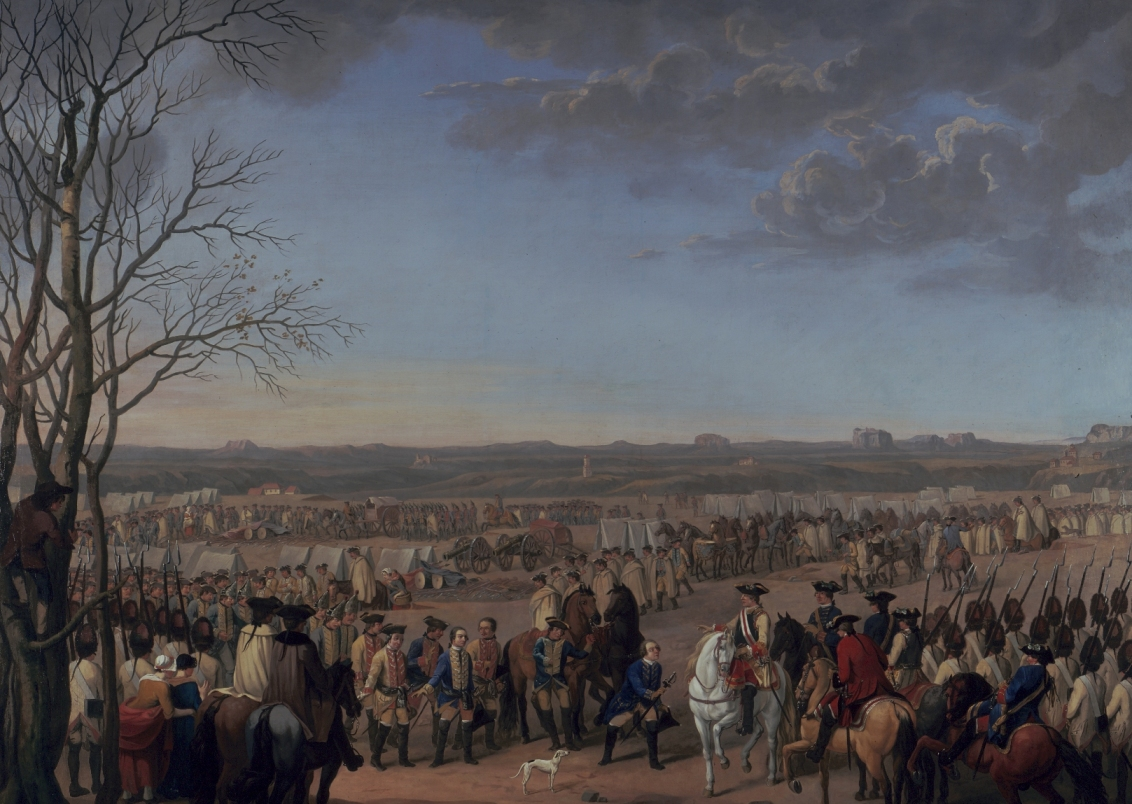
Hyacinthe de La Pegna, Il battaglione prussiano di Finck cede le armi dopo la Battaglia di Maxen 21 novembre 1759

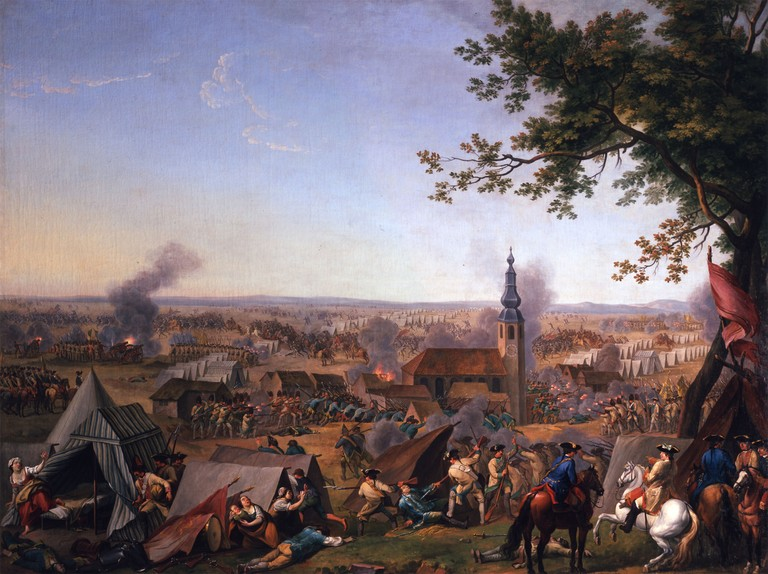
Hyacinthe de La Pegna, La charge près de Hochkirch le 17 octobre 1758

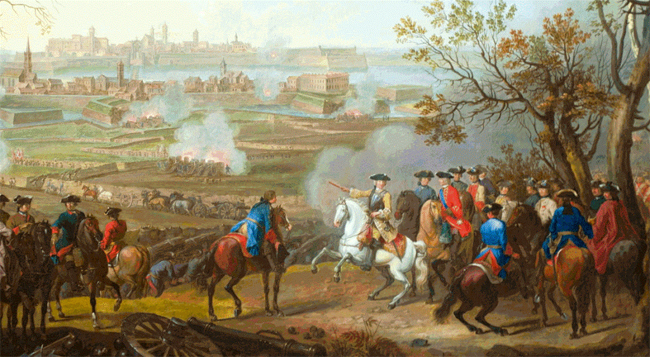
Hyacinthe de La Pegna, La battaglia di Pizzighettone,1733

.
.
.
Hyacinthe de La Pegna noto anche con il nome francesizzato di Hyacinthe de La Peyne (Bruxelles, 1706 – Roma, 1772) è stato un pittore fiammingo specializzato in scene di battaglie e paesaggi.

## Biografia
Nato a Bruxelles, vi iniziò lo studio della pittura che completò poi a Parigi.
Si arruolò quindi nell'esercito del regno di Sardegna. Si trovava a Roma nel 1748, dove divenne membro dell'Accademia nazionale di San Luca. Dopo una parentesi, fu nuovamente a Roma dal 1753 al 1755, e poi si trasferì a Bruxelles, dove collaborò con una fabbrica di arazzi.
Il suo talento lo fece apprezzare in alto loco e l'imperatrice Maria Teresa lo nominò suo pittore straordinario.
Secondo le fonti, nel 1756, ricevette una ricompensa per aver creato i disegni per quattro arazzi, con scene di soldati.
Tornò di nuovo a Vienna dal 1759 al 1762. Quindi dipinse, per il principe Leopold Joseph Daun, due scene di battaglia che evocavano la guerra dei sette anni e in particolare, la Battaglia di Maxen dalla quale il principe ne era uscito vittorioso contro i prussiani.
Ebbe come allievo a Bruxelles il pittore e incisore Antoine Cardon che lo accompagnò in occasione di un viaggio a Vienna.